# IC 2218/2
IC 2218/2 је спирална галаксија у сазвијежђу Рак која се налази на листи објеката дубоког неба у Индекс каталогу.
Деклинација објекта је + 24° 26' 22" а ректасцензија 8h 1m 36,8s. Привидна величина (магнитуда) објекта IC 2218 износи 16,7 а фотографска магнитуда 17,5. IC 22182 је још познат и под ознакама NPM1G +24.0137, PGC 1707313.